# The Fighting Trail
The Fighting Trail è un serial muto del 1917 diretto e interpretato da William Duncan.

## Produzione
Il film fu prodotto dalla Vitagraph Company of America.

## Distribuzione
Distribuito dalla Vitagraph Company of America, il film fu diviso in quindici episodi, il primo dei quali, in tre rulli, uscì nelle sale cinematografiche statunitensi il 10 settembre 1917. Tutti gli altri episodi, ognuno di due rulli, uscirono a distanza di una settimana uno dall'altro fino all'ultimo, il quindicesimo, che fu distribuito il 17 dicembre.

### Episodi
1. The Priceless Ingredient, 10 settembre 1917
2. The Story of Ybarra, 17 settembre 1917
3. Will Yaqui Joe Tell?, 24 settembre 1917
4. The Other Half, 1 ottobre 1917
5. Torrent Rush, 8 ottobre 1917
6. The Ledge of Despair, 15 ottobre 1917
7. The Lion's Prey, 22 ottobre 1917
8. The Strands of Doom, 29 ottobre 1917
9. The Bridge of Death, 5 novembre 1917
10. The Sheriff, 12 novembre 1917
11. Parched Trails, 19 novembre 1917
12. The Desert of Torture, 26 novembre 1917
13. The Water Trap, 3 dicembre 1917
14. The Trestle of Horrors, 10 dicembre 1917
15. Out of the Flame, 17 dicembre 1917

Non si conoscono copie ancora esistenti della pellicola che viene considerata presumibilmente perduta.